# Obergurig
Obergurig (en sorabo Hornja Hórka) es un municipio situado en el distrito de Bautzen, en el estado federado de Sajonia (Alemania), a una altitud de 240 metros. Su población a finales de 2016 era de unos 2000 habs. y su densidad poblacional, 200 hab/km².